# Order of Jamaica

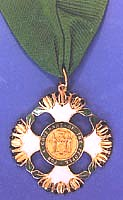
Das Ordenszeichen des Order of Jamaica

Der Order of Jamaica ist ein jamaikanischer Orden. Er ist der vierthöchste Orden des Landes und kann an jamaikanische Staatsbürger oder ehrenhalber auch an ausländische Staatsbürger verliehen werden. Er wurde 1969 vom jamaikanischen Parlament mit dem National Honours and Awards Act eingeführt.
Das Ordensmotto lautet „For a covenant of the People“ (deutsch: „Zum Bunde des Volkes“). Die Mitglieder sind berechtigt das Ordenszeichen zu tragen und die Anrede für die Mitglieder lautet „Honourable“. Zudem sind sie befugt, ihrem Namen die Buchstaben OJ (sogenannte post-nominals) nachzustellen.

## Ordenszeichen
Das Ordenszeichen des Order of Jamaica ist ein goldenes Abzeichen mit weißem Email, das an einem Halsband aus dunkelgrüner Seide getragen wird. Außen befinden sich Darstellungen von Ackee-Früchten und -Blättern, einem jamaikanischen Nationalsymbol. In der Mitte ist das jamaikanische Staatswappen auf goldenem Grund, umgeben vom Ordensmotto in goldenen Buchstaben auf grünem Email. 